# 요코 이야기
《요코 이야기》(원제: 대나무 숲 저 멀리서(So Far from the Bamboo Grove))는 일본계 미국인 작가 요코 가와시마 왓킨스의 허구적 소설이다. 1986년 비치 트리(Beech Tree)에서 최초로 출판되었다. 일본어판은 2013년에 『竹林はるか遠く－日本人少女ヨーコの戦争体験記』라는 제목으로 출판되었지만, 중국에서는 출판이 금지되었다고 알려져 있다.

## 개요
제2차 세계 대전 막바지 11살 일본인 소녀 가와시마 요코가 어머니, 언니와 함께 그들이 살던 함경북도 나남(현재 청진시의 일부)에서 일본으로 귀환하기까지의 경험담, 일본으로 온 이후 힘든 삶을 살아가는 과정, 귀환시 헤어졌던 오빠와의 재회 등을 이야기 하고 있다.

## 줄거리
조선 북쪽의 나남이라는 도시에서 살고 있던 요코 가와시마는 일본이 2차 세계대전에서 패전하자, 식민지인 조선에서 고국인 일본으로 돌아가야 하는 피난민이 되었다. 역시 피난민이 되어 일본군과 한국인 양쪽을 피해 다니고 있던 그녀의 오빠 히데요는 군수공장에 고용되어 있었기 때문에, 그녀의 가족과 헤어지게 된다.
그녀의 가족이 서울, 부산을 거쳐 페리를 타고 일본으로 귀환할 때까지 무시무시한 위협과 난관이 그들을 기다리고 있었다.
요코와 그녀의 언니 코, 그리고 그녀의 어머니가 후쿠오카에 도착하자, 그들은 그녀의 어머니가 자랐던 교토까지 여행하게 된다. 교토에 도착한 뒤 어머니는 조부모가 있는 아오모리를 향해 도움을 요청하러 떠났지만 교토로 돌아온 어머니는 요코에게 조부모와 외조부모가 이미 폭격으로 죽었다는 절망적인 소식을 요코에게 전하고는 곧 숨을 거둔다.
몇 달 후, 요코와 코, 히데요는 마이즈루에서 모두 다시 만나게 된다. 히데요는 그가 어떻게 북조선에서 탈출하여 일본까지 올 수 있었는지를 이야기해 준다.

## 논란
대한민국에서는 2005년 5월 《요코 이야기》가 번역, 출간돼 약 4,000여 부가 판매되었다. 그러던 가운데 2007년 1월 대한민국 문화방송의 방송 프로그램 《느낌표》에서 《요코 이야기》가 한국인을 사악한 사람들, 강간자들로 묘사한 내용을 지적하고, 이후 주요 미디어가 《요코 이야기》를 다루면서 큰 물의를 일으켰다. 특히 미국의 초등학교 등에서 교재로 채택된 《요코 이야기》가 일본이 한국을 식민지화한 역사적 배경 설명없이 한국인을 가해자처럼 묘사하고 있다는 기사 내용 등이 격앙된 반응을 불러일으켰다.
이 책에 반대하는 측에서는 만주와는 달리, 일본 군경의 무장해제가 광복 이후에도 미군 진주까지 수주간 이루어지지 않아 한반도의 치안을 일본이 유지하고 있었던 점과, 저자가 생활했다는 이북의 함흥 일대는 대나무 숲이 존재하지 않는다는 점, 전쟁에 반대했다는 그녀의 아버지가 만주철도회사에 근무한 것이 아닌 시베리아에서 731 부대의 간부였으며 전범 혐의로 6년간 복역했다는 의혹이 있는 점 등을 들어, 이 책의 진실성에 의구심을 표시하고 있다.
그러나 《요코 이야기》에서 언급됐던 연합군의 북한지역 공격은 7월 중순과 8월 초순 미 공군의 청진제철소 등 산업시설 공습, 8월 8일 소련군의 두만강유역 토리의 경찰주재소 공격, 일본군 제19사단 사령부가 있던 군사도시 나진에 대한 소련공군의 공습, 8월 13일 소련군의 나진과 청진항 상륙작전 등 사실로 확인되고 있으며 대나무 역시 아오모리 지방에 자생하고 있는 조릿대로 여겨지고 있다. 이 밖에도 한국어판에 없는 원서의 서문에는 《요코 이야기》를 둘러싼 역사적 논쟁에 대해 간략하게 설명하고 있다.
또한 제국주의 일본의 패망 후 소련에 무단 억류돼 시베리아유형생활을 겪었던 일본인은 전범이 아닌 전쟁포로(민간인, 조선인 포함)의 신분이었다. (무장해제된 일본병사의 귀향을 보장한) 포츠담 선언에 위반하는 불법적인 조치였던 시베리아 억류는 1993년 일본을 방문한 당시 보리스 옐친 러시아 대통령이 일본에 사과한 바 있다. (대표적인 인물로는 11년간 억류됐던 세지마 류조 전 이토추 상사 회장, 2년간 억류됐던 미즈하라 시게루 전 요미우리 자이언츠 감독 등이 있다.
그러나 저자가 당시 조선과 일본에서 태어나고 자랐다고 생각되지 않는 내용이 많다.저자의 형은 군대에 지원할 때 자신은 18세이기 때문에 스스로 결정할 수 있는 나이라고 주장했다. 그러나 18세는 미국 사회의 성인 연령이다. 애초에 당시 일본과 조선은 가부장제였기 때문에 이런 일이 있을 수 없다. 또한 저자는 12살 때 일본으로 돌아갔다. 그것이 사실이라면 일본에서 가부장제가 폐지되고 성인연령이 20세로 결정된 것을 저자는 경험했을 것이다.저자가 제출한 옛 일본 호적에는 위조된 것이라는 의혹이 있다.  또한 오빠의 이름이 여성스러운 이름으로 되어 있다.저자는 일본어와 한자, 그리고 일부 일본 문화에 대해서는 매우 잘 알고 있지만, 일반 일본인의 상식에 대해서는 잘 모르는 것 같다.
한편 《요코 이야기》에서 논란이 되고 있는 조선인에 의한 일본인 학살(p165~p166) 및 강간(p144~p145, p153~154) 피해 부분에 대해 일본의 일부 학계와 우익 세력은 미군이 치안을 담당하지 않았던 38도선 이북의 한반도와 만주, 시베리아 지역의 일본인들이 38도선 이남으로 피난해 내려오는 과정에서 피해를 당했지만, 정확한 피해수치는 확인할 수 없으며, 북위 38도선 이남에서도 미군이 진주하기 전까지는 일부 일본인들이 한국인들에게 피해를 입었다고 주장하고 있다. ('버섯박사'로 알려진 귀화일본인 망절일랑 씨가 여기에 속한다.)
그러나 패망 직후 만주에서 북위 38도선 이남까지 피난 중이던 일본인에게 한국인이 우호적인 태도를 보여줬다고 증언한 후지와라 데이의 자전적 소설 《흐르는 별은 살아 있다》(1950년대 《내가 넘은 38선》으로, 2003년 《흐르는 별은 살아 있다》로 국내에 출간)도 있다.
이러한 한국 측의 격렬한 반응에 대해 저자는 한국을 나쁘게 말하려는 의도가 없었다고 말하고 당시에 본 그대로를 글로 썼을 뿐이라고 해명하면서 한국 언론이 제기한 의혹을 부인했다.
《요코 이야기》 전편에 걸쳐 일본의 조선 강점과 전쟁을 비판적으로 기술하고 있는 저자는 한국판에서도 '한국의 독자들에게' 서문을 통해 오빠를 구해준 북한의 김씨 가족에 대한 감사와 이집트에서 강연했을 때 한국인 학생 그룹에게 일본정부를 대신해서 사과를 했다고 밝히고 있다.(오빠를 구해준 김씨 가족의 이야기는 《요코 이야기》11장에서 더 자세히 기술하고 있다.) 또한 《요코 이야기》국내 출간시에도 저자는 번역가를 통해 일본정부가 한국과 중국에 사과해야 한다고 주장한 한편 한국판 출간 직후 가진 동아일보와의 인터뷰에서도 일제시대 일본군이 한국인에게 가했던 만행에 대해 일본정부가 사과하지 않는 점은 창피하다고 말하면서 자신의 아버지가 일제시대 정치범으로 투옥된 적이 있다고 고백했다.
또한 저자는 논란이 벌어지고 난 뒤 가진 중앙일보와의 서면 인터뷰에서 논란이 되었던 연합군의 폭격설은 물론 아버지의 731부대 고급간부설, 함경도 지역의 대나무 자생에 대해서 한국 언론이 제기한 731부대 군의소장이었던 가와시마 기요시(川島淸)와 자신의 아버지인 가와시마 요시오(川嶋良夫)는 성이 다른 것은 물론 소련에서 일본으로 귀환한 시기가 다르다고(가와시마 기요시: 1956년, 가와시마 요시오: 1951년) 부인하고 대나무는 아버지가 고향 아오모리에서 구해 집에 심은 것이라고 해명한 바 있다.
한편 국내에서도 《요코 이야기》의 후반부가 일본에서의 어려웠던 생활에 대해서 기술하고 있는 만큼 전쟁의 참혹함을 알리고자 할 뿐이지 한국인을 모욕하고자 한 것은 아니라는 극소수의 의견이 있었다.
《요코 이야기》는 정작 일본에서는 2013년에서야 일본어판이 나왔는데, 《요코 이야기》를 출간한 '문학동네'에 따르면, 《요코 이야기》는 "요코의 어머니가 일본 정부의 전쟁 도발을 강한 어조로 비판하는 대목(p40 "우리나라가 전쟁을 일으키려고 진주만을 공격한 건 하나도 잘한 짓이 아니야. 우리 정부가 내렸던 이 결정에는 아버지도 동의하지 않으신다...... 남편이나 아들을 잃느니, 차라리 우리나라가 지는 걸 보는 편이 낫겠다!") 때문에 출판을 거부당했었다"라고 한다.

## 미국에서의 요코이야기 퇴출→재 채택
미국에서는 이 책이 독서 교재로 활용되어 왔으며, 미국 내 한국계 학부모들은 2006년부터 이 책의 퇴출을 주장하기 시작했다.
미국에서도 많은 논란을 일으킨 요코 이야기는 캘리포니아 교육위원회가 경청회를 열어, 2시 30분에 학교에서 요코이야기의 교재 사용을 금지시켰다. 2008년 11월 5일(현지시간) 캘리포니아 주정부 교재채택 위원회는 공청회를 열고 요코 이야기 교재 채택에 반대하는 재미 한국학교 북가주협의회 관계자 등의 발언을 경청한 후, 1시간 30분만에 위원 만장일치로 퇴출을 결정했다.
또한《요코 이야기》의 논란에 대해 하버드대학에서 한국사를 가르치고 있는 카터 엑커트 교수는 보스턴 글로브지에 쓴 기고문에서 "이 책에 기록된 서바이벌스토리는 사람의 마음에 호소하는 힘이 있지만, 일본이 40년간 한국을 지배하면서 종군위안부나 강제징용 등을 자행했던 역사적 맥락을 생략한 것도, 이 책이 강한 영향력을 지니게 된 하나의 이유라고 할 수 있다. 결국, 역사적 맥락과 밸런스 감각이 중요하다."라고 언급했다.
미국 내 한인 학부모들의 노력에도 불구하고, 한국에서의 관심이 시들해진 사이 전 일본 아베 정권의 지원 아래 많은 학교들이 퇴출한 요코이야기를 읽기 교재로 다시 채택하고 있다.

## 같이 보기
- 후쓰카이치 보양소